# Acrotomodes hielaria
Acrotomodes hielaria är en fjärilsart som beskrevs av William Schaus 1901. Acrotomodes hielaria ingår i släktet Acrotomodes och familjen mätare. Inga underarter finns listade i Catalogue of Life.